# چشنیو ماوی
چشنیو ماوی (به لاتین: Trzęśniew Mały) یک روستای لهستان در لهستان است که در Gmina Kościelec واقع شده‌است.

## خصوصیات
چشنیو ماوی ۲۴۰ نفر جمعیت دارد.